# Fougerolles-Saint-Valbert
Fougerolles-Saint-Valbert é uma comuna francesa na região administrativa da Borgonha-Franco-Condado, no departamento do Alto Sona. Estende-se por uma área de 55.02 km². Em 2010 a comuna tinha 3 927 habitantes (densidade: 71,4 hab./km²).
Foi criada em 1 de janeiro de 2019, a partir da fusão das antigas comunas de Fougerolles (sede da comuna) e Saint-Valbert.